# سيين
سيين هي قرية في مقاطعة سرعين، إيران. يقدر عدد سكانها بـ 947 نسمة بحسب إحصاء 2016.